# 손순효
손순효(孫舜孝, 1427년 ~ 1497년)는 조선 전기의 문신이다. 본관은 평해(平海)로, 자는 경보(敬甫)이며, 호 물재(勿齋)·칠휴거사(七休居士)이다.

## 생애
군수 손밀의 아들로 태어나 1453년(단종 1) 증광시에 을과 2위로, 1457년(세조3) 중시에 정과 11위로 급제하였다. 형조참의, 부제학, 도승지, 강원도 관찰사, 호조참판·형조참판 등을 역임했으며 중전 윤씨가 폐위될 때에는 이에 반대하는 입장에 있었다. 1480년 명나라에 사신으로 다녀왔으며, 공조판서·경기도관찰사·대사헌·한성부판윤·형조판서·병조판서·좌참찬·경상도관찰사·지중추부사 등을 지냈다. 벼슬은 우찬성에 판중추부사까지 올랐다. 뛰어난 성리학자로, 시서화에 능하였으며《세조실록》 편찬에 참여하기도 했다. 저서로는 《식료찬요(食療撰要)》가 있으며, 시호는 문정(文貞)이다.

## 일화
손순효는 평소 술을 매우 좋아하였는데 조정에도 술이 덜 깬 모습으로 나타날 때가 있었다. 그는 술에 취해서도 평소와 다를 바 없이 유능하게 일을 처리하였으나 성종은 술을 경계하라는 의미에서 손순효에게 은잔을 하사하며 이 잔으로 딱 한 세잔만 마시라고 명하였다. 그런데 그 뒤에도 손순효는 술에 취해 있는 날이 많았다. 성종은 처음에는 손순효가 자신의 어명을 거역한 줄 알고 노했으나 알고 보니 그는 임금이 내린 술잔을 얇게 펴서 사발 크기의 커다란 잔으로 만들어 술을 마셨던 것이었다. 성종은 그의 재치에 크게 웃으며 더 이상 나무라지 않았다고 한다.

## 가족 관계
- 증조부 : 손영(孫永)
  - 할아버지 : 손유례(孫有禮)
    - 아버지 : 손밀(孫密)
    - 어머니 : 조온보(趙溫寶)의 딸, 횡성 조씨
      - 부인 : 신자의(申子儀)의 딸, 평산 신씨
        - 차남 : 손주(孫澍)
        - 자부 : 유정손(柳正孫)의

## 참고자료
- 손순효(孫舜孝) - 한국학중앙연구원